# Christopher Mhlengwa Zikode
Christopher Mhlengwa Zikode, meglio noto come "Donnybrook Serial Killer" (Sudafrica, 1975), è un serial killer sudafricano.
Al processo è stato trovato colpevole di 8 omicidi, anche se è fortemente sospettato di averne compiuti 18.

## Donnybrook Serial Killer
Zikode uccise tutte le sue vittime con un fucile rubato nella piccola città rurale di Donnybrook, nel KwaZulu-Natal, la stessa zona dove ha operato Sipho Agmatir Thwala. Gli omicidi partirono dal 1994 e si conclusero un anno dopo, nel 1995. Le vittime erano donne che passeggiavano sole attraverso campi e piantagioni e interi nuclei familiari; nel caso delle famiglie, Zikode irrompeva nelle loro case aprendo con un calcio la porta e uccideva a colpi di fucile gli uomini; le donne invece venivano stuprate più volte per diverse ore e infine venivano uccise e sottoposte ad atti di necrofilia, ossia violentate dopo la morte. Alcune donne che si ribellarono a Zikode vennero subito uccise. Tutte le sue vittime avevano dai 20 ai 30 anni.
Arrestato il 29 settembre 1995, la polizia attribuì al killer 18 omicidi, 11 tentati omicidi e alcuni capi d'imputazione per stupro. Il processo a suo carico si concluse il 7 gennaio 1997; non venne trovato colpevole di tutte le accuse: con l'aiuto del noto profiler Micky Pistorious gli vennero accertati 8 omicidi, 5 stupri, 5 tentati omicidi, un reato di offesa al senso del pudore tra l'aprile e il settembre 1995 e altri due capi di imputazione; in totale sono 21. Fu quindi condannato a scontare 140 anni di carcere.
Il giudice, nel corso della condanna, ha detto che Zikode non aveva avuto nessun riguardo per la vita umana e che aveva un atteggiamento definito “spregevole” verso le donne; pensò poi che fosse inutile leggere i dettagli più scabrosi del caso.
Prese anche atto, con costernazione, che era già stato arrestato per la prima volta nel luglio 1995 a seguito di uno dei suoi tentati omicidi; mentre era libero su cauzione aveva commesso una violazione di domicilio con l'intento di stupro e omicidio e aveva provato a uccidere altre due persone.
Il killer è tuttora recluso in cella.